# بیسکاینس
بیسکاینس (به اسپانیایی: Vizcaínos) یک شهرستان در اسپانیا است که در استان بورگس واقع شده‌است.

## خصوصیات
بیسکاینس ۱۱ کیلومترمربع مساحت و ۵۷ نفر جمعیت دارد.